# Heims kommun, Sør-Trøndelag
Heims kommun (norska: Heim kommune) var en kommun i Sør-Trøndelag fylke i Norge. Kommunen omfattade den norra delen av nuvarande Heims kommun, den sydöstra delen av nuvarande Hitra kommun samt den nordvästra delen av nuvarande Orklands kommun och gränsade till Møre og Romsdal fylke i väster. Byn Heim utgjorde kommunens centralort.

## Administrativ historik
Heims kommun upprättades den 1 januari 1911 genom utbrytning ur Hemne kommun. Kommunen hade 1 533 invånare vid upprättandet.
Den 1 januari 1964 upplöstes kommunen och delades. Området på västra sidan av Hemnfjorden (Vestre Heim med 711 invånare) fördes till Hemne kommun (sedan 2020 en del av nya Heims kommun) medan området på östra sidan av Hemnfjorden (Austre Heim med 724 invånare) fördes till Snillfjords kommun (sedan 2020 delat mellan Hitra och Orklands kommuner). Kommunen hade vid delningen totalt 1 435 invånare.